# Ашшур-нірарі I
Ашшур-нірарі I — цар Ассирії, який правив у другій половині XVI століття.